# 李雨锡
李雨锡（韩语： Lee Wooseok，1997年8月7日—）是一名韩国男子射箭运动员。原本他曾练习其他体育项目，后来他在小学3年级时经朋友介绍开始接触射箭运动。2013年，他在全国体育大会上获得五枚金牌，崭露头角。之后，他在青年比赛上取得一些成就，包括获得2014年青奥个人金牌、在2015年青年世锦赛上斩获两金一铜。2016年，他参加了里约奥运国内预选赛，但没能进入男子前四名，无缘里约奥运。2018年4月，他成功入选同年亚运韩国射箭队阵容，得以首次参加成年级综合体育赛事。